# فهرست کنت‌های ادسا
این فهرستی است از کنت‌های ادسا که از سال ۱۰۹۸ تا ۱۱۴۴ بر کنت‌نشین ادسا فرمانروایی می‌کردند. در سراسر ۴۶ سال عمر این کنت‌نشین، چهار کنت حکومت می‌کردند که در زمان غیبت و اسارت آنها نایبی انتخاب می‌شد. کنت‌نشین ادسا در حین نخستین جنگ صلیبی و پس از فتح ادسا توسط بالدوین بولون به محوریت شهر ادسا تأسیس شد. این کنت‌نشین توانست ۴۶ سال، از ۱۰۹۸ تا ۱۱۴۴ باقی بماند تا آن که مرکز این دولت در سال ۱۱۴۴ توسط زنگیان تصرف شد. با سقوط ادسا توسط زنگیان، نخستین ضربه بزرگ به صلیبیون و اوترمر (به فرانسوی: Outremer‎) وارد شد و در نهایت باعث آغاز جنگ صلیبی جدید برای بازپس‌گیری و احیای این دولت صلیبی از دست‌رفته شد. تاریخ کوتاه‌مدت کنت‌نشین ادسا بیشتر در تقابل با نیروهای مسلمانان و به‌ویژه ترکان (سلاجقه، ارتقیان و زنگیان) صرف شد. با این حال در برهه‌هایی، به‌ویژه پس از ظهور زنگیان در شمال سوریه، کنت‌های ادسا با برخی دولت و امیرنشین‌های مسلمان برای حفظ قلمروی خود در مقابل زنگیان متحد می‌شدند.
کنت‌نشین ادسا، دربردارندهٔ یک ارباب‌نشین به مرکزیت قلعه تل باشر و شهرهایی همچون ملطیه، سامسات، سروج، دولوک، گارگار، کیلیس و بیرا بود. برخلاف دیگر دولت‌های صلیبی شکل‌گرفته در اراضی مقدس، کنت‌نشین ادسا در خشکی محصور بود. همچنین این کنت‌نشین به واسطه موقعیت جغرافیایی خود از سایر دولت‌های صلیبی (پادشاهی اورشلیم و کنت‌نشین طرابلس) دور بود و با نزدیک‌ترین همسایه خود، شاهزاده‌نشین انطاکیه، نیز روابط خوبی نداشت. نیمی از شهرها و قلعه‌های این کنت‌نشین، از جمله مرکز آن، در شرق رود فرات واقع شده بودند که این مسئله این کنت‌نشین را در مقابل حملات مسلمانان از شرق آسیب‌پذیر می‌کرد؛ و بخش‌های غربی این کنت‌نشین از طریق قلعه تل باشر—که در بخش غربی فرات بود—کنترل می‌شد.
ساختار و سازمان‌های کنت‌نشین ادسا همچون ساختار و سازمان‌های فئودالی در غرب بود، به‌طوری که کنت ادسا از پادشاه اورشلیم تبعیت می‌کرد. نظام جانشینی کنت‌نشین ادسا، در ابتدا «انتخابی و انتصابی» و پس از به قدرت رسیدن خاندان کورتنی «ارثی» شد. براساس ساختار فئودالی، افرادی تحت نظر کنت ادسا صاحب مناصبی بودند و به کنت در اداره کنت‌نشین کمک می‌کردند: «صدراعظم» (Chancellor) که قاضی (Chaplain) کنت‌نشین نیز بود، به امور داخلی و مدنی می‌پرداخت؛ «پاسبان» (Constable) که کارکردی نظامی داشت؛ و «مارشال» که فرماندهٔ نیروهای نظامی بود. همچنین براساس منابع و متون قرن ۱۲ میلادی، شوراهای شهر—که بیشتر متشکل از بومیان مسیحی بودند—نقش مهم و مؤثری در مسائل اجتماعی، مذهبی و سیاسی کنت‌نشین ادسا ایفا می‌کردند. درآمدهای کنت‌نشین که تحت اداره دبیرخانه یا دیوان بود، از راه املاک و مالیات‌های دریافتی و حق گمرگ مالیات‌های تاجران و اصناف تأمین و مهم‌تر از همه معادن مس و ضربه سکه تأمین می‌شد.

## کنت‌های ادسا

### کنت‌های حاکم
| ردیف | نگاره | نام         | پدر             | خاندان        | ز./م.                | تاج‌گذاری | جانشین                                 | نایب‌السلطنه                       | فرزند(ان)                  | همسر(ان)                                    |
| ---- | --- | ----------- | --------------- | ------------- | -------------------- | -------- | -------------------------------------- | --------------------------------- | -------------------------- | ------------------------------------------- |
| ۱    | | بالدوین یکم | اوستاس بولونی   | خاندان بولون  | ح. ۱۰۶۰ ۲ آوریل ۱۱۱۸ | ۱۰۹۸     | بالدوین دوم                            | -                                 | -                          | گادهیلد توسنی آردا ارمنستان آدلاید دل واستو |
| ۱    | توضیحات: • یکی از رهبران شرکت‌کننده در نخستین جنگ صلیبی • جدا شدن از سایر نیروهای صلیبی و حرکت به سمت شرق و فتح تل‌باشر • کمک به توروس، ارباب ارمنی ادسا در مقابل حملات سلاجقه • شوریدن علیه توروس پس از انتخاب وی به عنوان پسرخوانده و جانشین خود • تأسیس کنت‌نشین ادسا، پس از کشته شدن توروس • تصرف سامسات، سروج و ملطیه • پس از مرگ برادرش، گادفری بوین، انتخاب به‌عنوان پادشاه اورشلیم |             |                 |               |                      |          |                                        |                                   |                            |                                             |
| ۲    | | بالدوین دوم | هیو رتل         | خاندان رتل    | ح. ۱۰۷۵ ۲۱ اوت ۱۱۳۱  | ۱۱۰۰     | ژوسلین یکم                             | تانکرد شاهزاده جلیل ریچارد سالرنو | ملیساند آلیس هودیرنا لاوتا | مورفیا ملیتنه                               |
| ۲    | توضیحات: • شرکت در نخستین جنگ صلیبی • رسیدن به کنت‌نشین ادسا پس از انتخاب بالدوین یکم به عنوان پادشاه اورشلیم • اسیر شدن توسط سکمان و جکرمش در جریان نبرد حران • درگیری با تانکرد و ریچارد پس از آزادی از اسارت بر سر کنت‌نشین ادسا • رها کردن و از دست دادن بخش‌های شرقی رود فرات پس از حملات مودود به شمال سوریه • متهم کردن ژوسلین، ارباب تل باشر به عدم حمایت از کنت‌نشین در مقابل حمله ترکان • محاصره ادسا توسط اتابک موصل اما رها کردن محاصره پس از شکست ترکان در نبرد سرمین • تصرف مناطق ارمنی‌نشین همچون رابان، کسون، بیرا و گارگار بین سال‌های ۱۱۱۵ تا ۱۱۱۷ • سفر به اورشلیم و پس از مرگ بالدوین یکم، انتخاب به عنوان پادشاه اورشلیم |             |                 |               |                      |          |                                        |                                   |                            |                                             |
| ۳    | | ژوسلین یکم  | ژوسلین کورتنی   | خاندان کورتنی | ح. ۱۰۷۰ یا ۱۰۷۵ ۱۱۳۱ | ۱۱۱۸     | ژوسلین دوم                             | بالدوین دوم                       | ژوسلین                     | بئاتریس ارمنستان ماریا سالرنو               |
| ۳    | توضیحات: • شرکت در جنگ صلیبی ۱۱۰۱ • انتخاب به عنوان ارباب تل باشر توسط پسرخاله‌اش، بالدوین دوم • اسیر شدن نبرد حران به همراه بالدوین دوم ادسا • درگیری و اختلاف با بالدوین و عزل شدن از مقام خود • انتخاب به عنوان شاهزاده جلیل از جانب پادشاه اورشلیم، بالدوین یکم • پس از انتخاب بالدوین دوم به عنوان پادشاه اورشلیم، رسیدن به کنت‌نشین ادسا • حمله و تصرف مناطق شمالی حلب • اسیر شدن توسط بلک غازی در ۱۱۲۲ • تلاش برای آزادی بالدوین، پادشاه اورشلیم و پسرش ژوسلین با کمک مورفیا، ملکه اورشلیم • شرکت در نبرد اعزاز و شکست آق سنقر در ۱۱۲۵ • درگیری با بوهموند دوم، شاهزادهٔ جوان انطاکیه، بر سر شاهزاده‌نشین انطاکیه • مجروح شدن پس از سقوط از برجی در جریان محاصره قلعه‌ای در نزدیکی حلب • مجبور کردن نیروهای سلطان سلجوقیان روم به رها کردن محاصره قلعه کیسوم در سال ۱۱۳۱                                                                     |             |                 |               |                      |          |                                        |                                   |                            |                                             |
| ۴    | | ژوسلین دوم  | ژوسلین یکم ادسا | خاندان کورتنی | ح. ۱۱۱۳/۱۱۱۹ ۱۱۵۹    | ۱۱۳۱     | برافتادن کنت‌نشین ادسا (۲۴ دسامبر ۱۱۴۴) | -                                 | آگنس ژوسلین ایزابلا        | بئاتریس سائونه                              |
| ۴    | توضیحات: • گروگان بودن از سال ۱۱۲۴ تا ۱۱۲۵ در دربار امیر ارتقی ماردین، به‌عنوان بخشی از توافق آزاد کردن بالدوین دوم اورشلیم • به قدرت رسیدن خاندان زنگی در موصل و شمال سوریه • اتحاد با شاهزاده‌نشین انطاکیه برای مقابله با زنگیان • شرکت در محاصره ناموفق شیزر در سال ۱۱۳۸ به همراه نیروهای بیزانس و انطاکیه • اتحاد امپراتوری بیزانس بعد از حضور ژان کمننوس، امپراتور بیزانس، در سوریه در سال ۱۱۴۲ • اتحاد با آل ارتق و ارسال نیروهای خود به کمک آنها در مقابل نیروهای زنگی • حمله عمادالدین زنگی به ادسا و فتخ آن در غیاب ژوسلین در سال ۱۱۴۴ • تلاش وی برای فتح مجدد ادسا در سال ۱۱۴۶ پس از قتل عمادالدین زنگی اما شکست از نورالدین زنگی • اسیر شدن توسط نیروهای ترک در جریان سفر وی به انطاکیه • در زمان اسارت وی، تصرف مابقی قلمروی کنت‌نشین انطاکیه توسط سلطان سلجوقی روم، مسعود • مهاجرت خانواده ژوسلین به اورشلیم پس از سقوط کنت‌نشین ادسا |             |                 |               |                      |          |                                        |                                   |                            |                                             |

### کنت‌های اسمی و افتخاری
| ۵ | | ژوسلین سوم | ژوسلین دوم ادسا | خاندان کورتنی | ح. ۱۱۳۹ بعد از ۱۱۹۰ | بئاتریس آگنس | آگنس مایلی                     |
| ۵ | توضیحات: • مهاجرت به همراه با خانواده‌اش به پادشاهی اورشلیم و ازدواج خواهرش آگنس، با امالریک پادشاه اورشلیم • انتخاب به‌عنوان سنشال (مباشر) پادشاهی اورشلیم • تأسیس ارباب‌نشین ژوسلین سوم ادسا و اعطای آن به ژوسلین • حمایت از سیبلا و گی لوزینیان در مقابل ریموند سوم، کنت طرابلس • اعطای ارباب‌نشین تورون و هونین به وی پس از تاج‌گذاری سیبلا و گی لوزینیان • شرکت در نبرد حطین و فرار به صور • شرکت در محاصره عکا در جریان جنگ صلیبی سوم |            |                 |               |                     |              |                                |
| ۶ | | بئاتریس    | ژوسلین سوم ادسا | خاندان کورتنی | نامشخص بعد از ۱۲۴۵  | -            | ویلیام والنس اوتو فون بوتنلابن |
| ۶ | توضیحات: • فروش و واگذاری املاک و اراضی خود به شوالیه‌های تتونیک |            |                 |               |                     |              |                                |

## شجره‌نامه
| خاندان بولون  | خاندان بولون  | خاندان بولون  | خاندان بولون  | خاندان بولون  | خاندان بولون  |  |  | اوستاس بولونی ۱۰۱۵-۱۰۸۷ -         | اوستاس بولونی ۱۰۱۵-۱۰۸۷ -         | اوستاس بولونی ۱۰۱۵-۱۰۸۷ -         | اوستاس بولونی ۱۰۱۵-۱۰۸۷ -         | اوستاس بولونی ۱۰۱۵-۱۰۸۷ -         | اوستاس بولونی ۱۰۱۵-۱۰۸۷ -         |  |  | ادا لورن ۱۰۴۰-۱۱۱۳ -              | ادا لورن ۱۰۴۰-۱۱۱۳ -              | ادا لورن ۱۰۴۰-۱۱۱۳ -              | ادا لورن ۱۰۴۰-۱۱۱۳ -              | ادا لورن ۱۰۴۰-۱۱۱۳ -               | ادا لورن ۱۰۴۰-۱۱۱۳ -               |                                    |                                    |                                    |                                    |                                   |                                   |                                     |                                     |                                     |                                     |                                     |                                     | گی مونلری ؟-۱۰۹۵ - | گی مونلری ؟-۱۰۹۵ - | گی مونلری ؟-۱۰۹۵ -                 | گی مونلری ؟-۱۰۹۵ -                 | گی مونلری ؟-۱۰۹۵ -                 | گی مونلری ؟-۱۰۹۵ -                 |                                    |                                    | هودیرنا ؟-۱۱۰۸ - | هودیرنا ؟-۱۱۰۸ - | هودیرنا ؟-۱۱۰۸ -              | هودیرنا ؟-۱۱۰۸ -              | هودیرنا ؟-۱۱۰۸ -              | هودیرنا ؟-۱۱۰۸ -              |                                       |                                       |                                       |                                       |                                       |                                       |                           |                           |                           |                           |                  |                  |                  |                  |  |  |
| خاندان بولون  | خاندان بولون  | خاندان بولون  | خاندان بولون  | خاندان بولون  | خاندان بولون  |  |  | اوستاس بولونی ۱۰۱۵-۱۰۸۷ -         | اوستاس بولونی ۱۰۱۵-۱۰۸۷ -         | اوستاس بولونی ۱۰۱۵-۱۰۸۷ -         | اوستاس بولونی ۱۰۱۵-۱۰۸۷ -         | اوستاس بولونی ۱۰۱۵-۱۰۸۷ -         | اوستاس بولونی ۱۰۱۵-۱۰۸۷ -         |  |  | ادا لورن ۱۰۴۰-۱۱۱۳ -              | ادا لورن ۱۰۴۰-۱۱۱۳ -              | ادا لورن ۱۰۴۰-۱۱۱۳ -              | ادا لورن ۱۰۴۰-۱۱۱۳ -              | ادا لورن ۱۰۴۰-۱۱۱۳ -               | ادا لورن ۱۰۴۰-۱۱۱۳ -               |                                    |                                    |                                    |                                    |                                   |                                   |                                     |                                     |                                     |                                     |                                     |                                     | گی مونلری ؟-۱۰۹۵ - | گی مونلری ؟-۱۰۹۵ - | گی مونلری ؟-۱۰۹۵ -                 | گی مونلری ؟-۱۰۹۵ -                 | گی مونلری ؟-۱۰۹۵ -                 | گی مونلری ؟-۱۰۹۵ -                 |                                    |                                    | هودیرنا ؟-۱۱۰۸ - | هودیرنا ؟-۱۱۰۸ - | هودیرنا ؟-۱۱۰۸ -              | هودیرنا ؟-۱۱۰۸ -              | هودیرنا ؟-۱۱۰۸ -              | هودیرنا ؟-۱۱۰۸ -              |                                       |                                       |                                       |                                       |                                       |                                       |                           |                           |                           |                           |                  |                  |                  |                  |  |  |
|               |               |               |               |               |               |  |  |                                   |                                   |                                   |                                   |                                   |                                   |  |  |                                   |                                   |                                   |                                   |                                    |                                    |                                    |                                    |                                    |                                    |                                   |                                   |                                     |                                     |                                     |                                     |                                     |                                     |                    |                    |                                    |                                    |                                    |                                    |                                    |                                    |                  |                  |                               |                               |                               |                               |                                       |                                       |                                       |                                       |                                       |                                       |                           |                           |                           |                           |                  |                  |                  |                  |  |  |
|               |               |               |               |               |               |  |  |                                   |                                   |                                   |                                   |                                   |                                   |  |  |                                   |                                   |                                   |                                   |                                    |                                    |                                    |                                    |                                    |                                    |                                   |                                   |                                     |                                     |                                     |                                     |                                     |                                     |                    |                    |                                    |                                    |                                    |                                    |                                    |                                    |                  |                  |                               |                               |                               |                               |                                       |                                       |                                       |                                       |                                       |                                       |                           |                           |                           |                           |                  |                  |                  |                  |  |  |
| خاندان مونلری | خاندان مونلری | خاندان مونلری | خاندان مونلری | خاندان مونلری | خاندان مونلری |  |  | گادفری بوین ۱۰۶۰-۱۱۰۰ ح.۱۰۹۹-۱۱۰۰ | گادفری بوین ۱۰۶۰-۱۱۰۰ ح.۱۰۹۹-۱۱۰۰ | گادفری بوین ۱۰۶۰-۱۱۰۰ ح.۱۰۹۹-۱۱۰۰ | گادفری بوین ۱۰۶۰-۱۱۰۰ ح.۱۰۹۹-۱۱۰۰ | گادفری بوین ۱۰۶۰-۱۱۰۰ ح.۱۰۹۹-۱۱۰۰ | گادفری بوین ۱۰۶۰-۱۱۰۰ ح.۱۰۹۹-۱۱۰۰ |  |  | بالدوین یکم ۱۰۵۸-۱۱۱۸ ح.۱۱۰۰-۱۱۱۸ | بالدوین یکم ۱۰۵۸-۱۱۱۸ ح.۱۱۰۰-۱۱۱۸ | بالدوین یکم ۱۰۵۸-۱۱۱۸ ح.۱۱۰۰-۱۱۱۸ | بالدوین یکم ۱۰۵۸-۱۱۱۸ ح.۱۱۰۰-۱۱۱۸ | بالدوین یکم ۱۰۵۸-۱۱۱۸ ح.۱۱۰۰-۱۱۱۸  | بالدوین یکم ۱۰۵۸-۱۱۱۸ ح.۱۱۰۰-۱۱۱۸  |                                    |                                    | هیو رتل ۱۰۴۰-۱۱۱۸ -                | هیو رتل ۱۰۴۰-۱۱۱۸ -                | هیو رتل ۱۰۴۰-۱۱۱۸ -               | هیو رتل ۱۰۴۰-۱۱۱۸ -               | هیو رتل ۱۰۴۰-۱۱۱۸ -                 | هیو رتل ۱۰۴۰-۱۱۱۸ -                 |                                     |                                     | ملیساند ؟-۱۰۹۷ -                    | ملیساند ؟-۱۰۹۷ -                    | ملیساند ؟-۱۰۹۷ -   | ملیساند ؟-۱۰۹۷ -   | ملیساند ؟-۱۰۹۷ -                   | ملیساند ؟-۱۰۹۷ -                   |                                    |                                    |                                    |                                    |                  |                  | الیزابت ؟-؟ -                 | الیزابت ؟-؟ -                 | الیزابت ؟-؟ -                 | الیزابت ؟-؟ -                 | الیزابت ؟-؟ -                         | الیزابت ؟-؟ -                         |                                       |                                       | ژوسلین کورتنی ۱۰۳۴-۱۰۶۹ -             | ژوسلین کورتنی ۱۰۳۴-۱۰۶۹ -             | ژوسلین کورتنی ۱۰۳۴-۱۰۶۹ - | ژوسلین کورتنی ۱۰۳۴-۱۰۶۹ - | ژوسلین کورتنی ۱۰۳۴-۱۰۶۹ - | ژوسلین کورتنی ۱۰۳۴-۱۰۶۹ - |                  |                  |                  |                  |  |  |
| خاندان مونلری | خاندان مونلری | خاندان مونلری | خاندان مونلری | خاندان مونلری | خاندان مونلری |  |  | گادفری بوین ۱۰۶۰-۱۱۰۰ ح.۱۰۹۹-۱۱۰۰ | گادفری بوین ۱۰۶۰-۱۱۰۰ ح.۱۰۹۹-۱۱۰۰ | گادفری بوین ۱۰۶۰-۱۱۰۰ ح.۱۰۹۹-۱۱۰۰ | گادفری بوین ۱۰۶۰-۱۱۰۰ ح.۱۰۹۹-۱۱۰۰ | گادفری بوین ۱۰۶۰-۱۱۰۰ ح.۱۰۹۹-۱۱۰۰ | گادفری بوین ۱۰۶۰-۱۱۰۰ ح.۱۰۹۹-۱۱۰۰ |  |  | بالدوین یکم ۱۰۵۸-۱۱۱۸ ح.۱۱۰۰-۱۱۱۸ | بالدوین یکم ۱۰۵۸-۱۱۱۸ ح.۱۱۰۰-۱۱۱۸ | بالدوین یکم ۱۰۵۸-۱۱۱۸ ح.۱۱۰۰-۱۱۱۸ | بالدوین یکم ۱۰۵۸-۱۱۱۸ ح.۱۱۰۰-۱۱۱۸ | بالدوین یکم ۱۰۵۸-۱۱۱۸ ح.۱۱۰۰-۱۱۱۸  | بالدوین یکم ۱۰۵۸-۱۱۱۸ ح.۱۱۰۰-۱۱۱۸  |                                    |                                    | هیو رتل ۱۰۴۰-۱۱۱۸ -                | هیو رتل ۱۰۴۰-۱۱۱۸ -                | هیو رتل ۱۰۴۰-۱۱۱۸ -               | هیو رتل ۱۰۴۰-۱۱۱۸ -               | هیو رتل ۱۰۴۰-۱۱۱۸ -                 | هیو رتل ۱۰۴۰-۱۱۱۸ -                 |                                     |                                     | ملیساند ؟-۱۰۹۷ -                    | ملیساند ؟-۱۰۹۷ -                    | ملیساند ؟-۱۰۹۷ -   | ملیساند ؟-۱۰۹۷ -   | ملیساند ؟-۱۰۹۷ -                   | ملیساند ؟-۱۰۹۷ -                   |                                    |                                    |                                    |                                    |                  |                  | الیزابت ؟-؟ -                 | الیزابت ؟-؟ -                 | الیزابت ؟-؟ -                 | الیزابت ؟-؟ -                 | الیزابت ؟-؟ -                         | الیزابت ؟-؟ -                         |                                       |                                       | ژوسلین کورتنی ۱۰۳۴-۱۰۶۹ -             | ژوسلین کورتنی ۱۰۳۴-۱۰۶۹ -             | ژوسلین کورتنی ۱۰۳۴-۱۰۶۹ - | ژوسلین کورتنی ۱۰۳۴-۱۰۶۹ - | ژوسلین کورتنی ۱۰۳۴-۱۰۶۹ - | ژوسلین کورتنی ۱۰۳۴-۱۰۶۹ - |                  |                  |                  |                  |  |  |
|               |               |               |               |               |               |  |  |                                   |                                   |                                   |                                   |                                   |                                   |  |  |                                   |                                   |                                   |                                   |                                    |                                    |                                    |                                    |                                    |                                    |                                   |                                   |                                     |                                     |                                     |                                     |                                     |                                     |                    |                    |                                    |                                    |                                    |                                    |                                    |                                    |                  |                  |                               |                               |                               |                               |                                       |                                       |                                       |                                       |                                       |                                       |                           |                           |                           |                           |                  |                  |                  |                  |  |  |
| خاندان رتل    | خاندان رتل    | خاندان رتل    | خاندان رتل    | خاندان رتل    | خاندان رتل    |  |  |                                   |                                   |                                   |                                   |                                   |                                   |  |  |                                   |                                   |                                   |                                   |                                    |                                    |                                    |                                    |                                    |                                    |                                   |                                   | بالدوین دوم ۱۰۶۰-۱۱۳۱ ح.۱۱۱۸-۱۱۳۱   | بالدوین دوم ۱۰۶۰-۱۱۳۱ ح.۱۱۱۸-۱۱۳۱   | بالدوین دوم ۱۰۶۰-۱۱۳۱ ح.۱۱۱۸-۱۱۳۱   | بالدوین دوم ۱۰۶۰-۱۱۳۱ ح.۱۱۱۸-۱۱۳۱   | بالدوین دوم ۱۰۶۰-۱۱۳۱ ح.۱۱۱۸-۱۱۳۱   | بالدوین دوم ۱۰۶۰-۱۱۳۱ ح.۱۱۱۸-۱۱۳۱   |                    |                    |                                    |                                    |                                    |                                    | بئاتریس ؟-۱۱۱۹ -                   | بئاتریس ؟-۱۱۱۹ -                   | بئاتریس ؟-۱۱۱۹ - | بئاتریس ؟-۱۱۱۹ - | بئاتریس ؟-۱۱۱۹ -              | بئاتریس ؟-۱۱۱۹ -              |                               |                               | ژوسلین یکم ۱۰۷۰/۱۰۷۵-۱۱۳۱ ح.۱۱۱۸-۱۱۳۱ | ژوسلین یکم ۱۰۷۰/۱۰۷۵-۱۱۳۱ ح.۱۱۱۸-۱۱۳۱ | ژوسلین یکم ۱۰۷۰/۱۰۷۵-۱۱۳۱ ح.۱۱۱۸-۱۱۳۱ | ژوسلین یکم ۱۰۷۰/۱۰۷۵-۱۱۳۱ ح.۱۱۱۸-۱۱۳۱ | ژوسلین یکم ۱۰۷۰/۱۰۷۵-۱۱۳۱ ح.۱۱۱۸-۱۱۳۱ | ژوسلین یکم ۱۰۷۰/۱۰۷۵-۱۱۳۱ ح.۱۱۱۸-۱۱۳۱ |                           |                           | ماریا ؟-؟ -               | ماریا ؟-؟ -               | ماریا ؟-؟ -      | ماریا ؟-؟ -      | ماریا ؟-؟ -      | ماریا ؟-؟ -      |  |  |
| خاندان رتل    | خاندان رتل    | خاندان رتل    | خاندان رتل    | خاندان رتل    | خاندان رتل    |  |  |                                   |                                   |                                   |                                   |                                   |                                   |  |  |                                   |                                   |                                   |                                   |                                    |                                    |                                    |                                    |                                    |                                    |                                   |                                   | بالدوین دوم ۱۰۶۰-۱۱۳۱ ح.۱۱۱۸-۱۱۳۱   | بالدوین دوم ۱۰۶۰-۱۱۳۱ ح.۱۱۱۸-۱۱۳۱   | بالدوین دوم ۱۰۶۰-۱۱۳۱ ح.۱۱۱۸-۱۱۳۱   | بالدوین دوم ۱۰۶۰-۱۱۳۱ ح.۱۱۱۸-۱۱۳۱   | بالدوین دوم ۱۰۶۰-۱۱۳۱ ح.۱۱۱۸-۱۱۳۱   | بالدوین دوم ۱۰۶۰-۱۱۳۱ ح.۱۱۱۸-۱۱۳۱   |                    |                    |                                    |                                    |                                    |                                    | بئاتریس ؟-۱۱۱۹ -                   | بئاتریس ؟-۱۱۱۹ -                   | بئاتریس ؟-۱۱۱۹ - | بئاتریس ؟-۱۱۱۹ - | بئاتریس ؟-۱۱۱۹ -              | بئاتریس ؟-۱۱۱۹ -              |                               |                               | ژوسلین یکم ۱۰۷۰/۱۰۷۵-۱۱۳۱ ح.۱۱۱۸-۱۱۳۱ | ژوسلین یکم ۱۰۷۰/۱۰۷۵-۱۱۳۱ ح.۱۱۱۸-۱۱۳۱ | ژوسلین یکم ۱۰۷۰/۱۰۷۵-۱۱۳۱ ح.۱۱۱۸-۱۱۳۱ | ژوسلین یکم ۱۰۷۰/۱۰۷۵-۱۱۳۱ ح.۱۱۱۸-۱۱۳۱ | ژوسلین یکم ۱۰۷۰/۱۰۷۵-۱۱۳۱ ح.۱۱۱۸-۱۱۳۱ | ژوسلین یکم ۱۰۷۰/۱۰۷۵-۱۱۳۱ ح.۱۱۱۸-۱۱۳۱ |                           |                           | ماریا ؟-؟ -               | ماریا ؟-؟ -               | ماریا ؟-؟ -      | ماریا ؟-؟ -      | ماریا ؟-؟ -      | ماریا ؟-؟ -      |  |  |
|               |               |               |               |               |               |  |  |                                   |                                   |                                   |                                   |                                   |                                   |  |  |                                   |                                   |                                   |                                   |                                    |                                    |                                    |                                    |                                    |                                    |                                   |                                   |                                     |                                     |                                     |                                     |                                     |                                     |                    |                    |                                    |                                    |                                    |                                    |                                    |                                    |                  |                  |                               |                               |                               |                               |                                       |                                       |                                       |                                       |                                       |                                       |                           |                           |                           |                           |                  |                  |                  |                  |  |  |
| خاندان کورتنی | خاندان کورتنی | خاندان کورتنی | خاندان کورتنی | خاندان کورتنی | خاندان کورتنی |  |  |                                   |                                   |                                   |                                   |                                   |                                   |  |  |                                   |                                   |                                   |                                   | فولک اورشلیم ۱۰۹۲-۱۱۴۳ ح.۱۱۳۱-۱۱۴۳ | فولک اورشلیم ۱۰۹۲-۱۱۴۳ ح.۱۱۳۱-۱۱۴۳ | فولک اورشلیم ۱۰۹۲-۱۱۴۳ ح.۱۱۳۱-۱۱۴۳ | فولک اورشلیم ۱۰۹۲-۱۱۴۳ ح.۱۱۳۱-۱۱۴۳ | فولک اورشلیم ۱۰۹۲-۱۱۴۳ ح.۱۱۳۱-۱۱۴۳ | فولک اورشلیم ۱۰۹۲-۱۱۴۳ ح.۱۱۳۱-۱۱۴۳ |                                   |                                   | ملیساند ۱۱۰۵-۱۱۶۱ ح.۱۱۳۱-۱۱۵۳       | ملیساند ۱۱۰۵-۱۱۶۱ ح.۱۱۳۱-۱۱۵۳       | ملیساند ۱۱۰۵-۱۱۶۱ ح.۱۱۳۱-۱۱۵۳       | ملیساند ۱۱۰۵-۱۱۶۱ ح.۱۱۳۱-۱۱۵۳       | ملیساند ۱۱۰۵-۱۱۶۱ ح.۱۱۳۱-۱۱۵۳       | ملیساند ۱۱۰۵-۱۱۶۱ ح.۱۱۳۱-۱۱۵۳       |                    |                    | بئاتریس ؟-۱۱۳۲/۱۱۳۳ -              | بئاتریس ؟-۱۱۳۲/۱۱۳۳ -              | بئاتریس ؟-۱۱۳۲/۱۱۳۳ -              | بئاتریس ؟-۱۱۳۲/۱۱۳۳ -              | بئاتریس ؟-۱۱۳۲/۱۱۳۳ -              | بئاتریس ؟-۱۱۳۲/۱۱۳۳ -              |                  |                  | ژوسلین دوم ؟-۱۱۵۹ ح.۱۱۳۱-۱۱۵۹ | ژوسلین دوم ؟-۱۱۵۹ ح.۱۱۳۱-۱۱۵۹ | ژوسلین دوم ؟-۱۱۵۹ ح.۱۱۳۱-۱۱۵۹ | ژوسلین دوم ؟-۱۱۵۹ ح.۱۱۳۱-۱۱۵۹ | ژوسلین دوم ؟-۱۱۵۹ ح.۱۱۳۱-۱۱۵۹         | ژوسلین دوم ؟-۱۱۵۹ ح.۱۱۳۱-۱۱۵۹         |                                       |                                       |                                       |                                       |                           |                           |                           |                           |                  |                  |                  |                  |  |  |
| خاندان کورتنی | خاندان کورتنی | خاندان کورتنی | خاندان کورتنی | خاندان کورتنی | خاندان کورتنی |  |  |                                   |                                   |                                   |                                   |                                   |                                   |  |  |                                   |                                   |                                   |                                   | فولک اورشلیم ۱۰۹۲-۱۱۴۳ ح.۱۱۳۱-۱۱۴۳ | فولک اورشلیم ۱۰۹۲-۱۱۴۳ ح.۱۱۳۱-۱۱۴۳ | فولک اورشلیم ۱۰۹۲-۱۱۴۳ ح.۱۱۳۱-۱۱۴۳ | فولک اورشلیم ۱۰۹۲-۱۱۴۳ ح.۱۱۳۱-۱۱۴۳ | فولک اورشلیم ۱۰۹۲-۱۱۴۳ ح.۱۱۳۱-۱۱۴۳ | فولک اورشلیم ۱۰۹۲-۱۱۴۳ ح.۱۱۳۱-۱۱۴۳ |                                   |                                   | ملیساند ۱۱۰۵-۱۱۶۱ ح.۱۱۳۱-۱۱۵۳       | ملیساند ۱۱۰۵-۱۱۶۱ ح.۱۱۳۱-۱۱۵۳       | ملیساند ۱۱۰۵-۱۱۶۱ ح.۱۱۳۱-۱۱۵۳       | ملیساند ۱۱۰۵-۱۱۶۱ ح.۱۱۳۱-۱۱۵۳       | ملیساند ۱۱۰۵-۱۱۶۱ ح.۱۱۳۱-۱۱۵۳       | ملیساند ۱۱۰۵-۱۱۶۱ ح.۱۱۳۱-۱۱۵۳       |                    |                    | بئاتریس ؟-۱۱۳۲/۱۱۳۳ -              | بئاتریس ؟-۱۱۳۲/۱۱۳۳ -              | بئاتریس ؟-۱۱۳۲/۱۱۳۳ -              | بئاتریس ؟-۱۱۳۲/۱۱۳۳ -              | بئاتریس ؟-۱۱۳۲/۱۱۳۳ -              | بئاتریس ؟-۱۱۳۲/۱۱۳۳ -              |                  |                  | ژوسلین دوم ؟-۱۱۵۹ ح.۱۱۳۱-۱۱۵۹ | ژوسلین دوم ؟-۱۱۵۹ ح.۱۱۳۱-۱۱۵۹ | ژوسلین دوم ؟-۱۱۵۹ ح.۱۱۳۱-۱۱۵۹ | ژوسلین دوم ؟-۱۱۵۹ ح.۱۱۳۱-۱۱۵۹ | ژوسلین دوم ؟-۱۱۵۹ ح.۱۱۳۱-۱۱۵۹         | ژوسلین دوم ؟-۱۱۵۹ ح.۱۱۳۱-۱۱۵۹         |                                       |                                       |                                       |                                       |                           |                           |                           |                           |                  |                  |                  |                  |  |  |
|               |               |               |               |               |               |  |  |                                   |                                   |                                   |                                   |                                   |                                   |  |  |                                   |                                   |                                   |                                   |                                    |                                    |                                    |                                    |                                    |                                    |                                   |                                   |                                     |                                     |                                     |                                     |                                     |                                     |                    |                    |                                    |                                    |                                    |                                    |                                    |                                    |                  |                  |                               |                               |                               |                               |                                       |                                       |                                       |                                       |                                       |                                       |                           |                           |                           |                           |                  |                  |                  |                  |  |  |
|               |               |               |               |               |               |  |  |                                   |                                   |                                   |                                   |                                   |                                   |  |  |                                   |                                   |                                   |                                   |                                    |                                    |                                    |                                    |                                    |                                    |                                   |                                   |                                     |                                     |                                     |                                     |                                     |                                     |                    |                    |                                    |                                    |                                    |                                    |                                    |                                    |                  |                  |                               |                               |                               |                               |                                       |                                       |                                       |                                       |                                       |                                       |                           |                           |                           |                           |                  |                  |                  |                  |  |  |
| خاندان آنژو   | خاندان آنژو   | خاندان آنژو   | خاندان آنژو   | خاندان آنژو   | خاندان آنژو   |  |  |                                   |                                   |                                   |                                   |                                   |                                   |  |  |                                   |                                   |                                   |                                   |                                    |                                    |                                    |                                    | امالریک یکم ۱۱۳۶-۱۱۷۴ ح.۱۱۶۳-۱۱۷۴  | امالریک یکم ۱۱۳۶-۱۱۷۴ ح.۱۱۶۳-۱۱۷۴  | امالریک یکم ۱۱۳۶-۱۱۷۴ ح.۱۱۶۳-۱۱۷۴ | امالریک یکم ۱۱۳۶-۱۱۷۴ ح.۱۱۶۳-۱۱۷۴ | امالریک یکم ۱۱۳۶-۱۱۷۴ ح.۱۱۶۳-۱۱۷۴   | امالریک یکم ۱۱۳۶-۱۱۷۴ ح.۱۱۶۳-۱۱۷۴   |                                     |                                     | آگنس ۱۱۳۶-۱۱۸۴ -                    | آگنس ۱۱۳۶-۱۱۸۴ -                    | آگنس ۱۱۳۶-۱۱۸۴ -   | آگنس ۱۱۳۶-۱۱۸۴ -   | آگنس ۱۱۳۶-۱۱۸۴ -                   | آگنس ۱۱۳۶-۱۱۸۴ -                   |                                    |                                    | ایزابلا ؟-؟ -                      | ایزابلا ؟-؟ -                      | ایزابلا ؟-؟ -    | ایزابلا ؟-؟ -    | ایزابلا ؟-؟ -                 | ایزابلا ؟-؟ -                 |                               |                               | ژوسلین سوم ۱۱۳۹-۱۱۹۰ -                | ژوسلین سوم ۱۱۳۹-۱۱۹۰ -                | ژوسلین سوم ۱۱۳۹-۱۱۹۰ -                | ژوسلین سوم ۱۱۳۹-۱۱۹۰ -                | ژوسلین سوم ۱۱۳۹-۱۱۹۰ -                | ژوسلین سوم ۱۱۳۹-۱۱۹۰ -                |                           |                           | آگنس مایلی ؟-؟ -          | آگنس مایلی ؟-؟ -          | آگنس مایلی ؟-؟ - | آگنس مایلی ؟-؟ - | آگنس مایلی ؟-؟ - | آگنس مایلی ؟-؟ - |  |  |
| خاندان آنژو   | خاندان آنژو   | خاندان آنژو   | خاندان آنژو   | خاندان آنژو   | خاندان آنژو   |  |  |                                   |                                   |                                   |                                   |                                   |                                   |  |  |                                   |                                   |                                   |                                   |                                    |                                    |                                    |                                    | امالریک یکم ۱۱۳۶-۱۱۷۴ ح.۱۱۶۳-۱۱۷۴  | امالریک یکم ۱۱۳۶-۱۱۷۴ ح.۱۱۶۳-۱۱۷۴  | امالریک یکم ۱۱۳۶-۱۱۷۴ ح.۱۱۶۳-۱۱۷۴ | امالریک یکم ۱۱۳۶-۱۱۷۴ ح.۱۱۶۳-۱۱۷۴ | امالریک یکم ۱۱۳۶-۱۱۷۴ ح.۱۱۶۳-۱۱۷۴   | امالریک یکم ۱۱۳۶-۱۱۷۴ ح.۱۱۶۳-۱۱۷۴   |                                     |                                     | آگنس ۱۱۳۶-۱۱۸۴ -                    | آگنس ۱۱۳۶-۱۱۸۴ -                    | آگنس ۱۱۳۶-۱۱۸۴ -   | آگنس ۱۱۳۶-۱۱۸۴ -   | آگنس ۱۱۳۶-۱۱۸۴ -                   | آگنس ۱۱۳۶-۱۱۸۴ -                   |                                    |                                    | ایزابلا ؟-؟ -                      | ایزابلا ؟-؟ -                      | ایزابلا ؟-؟ -    | ایزابلا ؟-؟ -    | ایزابلا ؟-؟ -                 | ایزابلا ؟-؟ -                 |                               |                               | ژوسلین سوم ۱۱۳۹-۱۱۹۰ -                | ژوسلین سوم ۱۱۳۹-۱۱۹۰ -                | ژوسلین سوم ۱۱۳۹-۱۱۹۰ -                | ژوسلین سوم ۱۱۳۹-۱۱۹۰ -                | ژوسلین سوم ۱۱۳۹-۱۱۹۰ -                | ژوسلین سوم ۱۱۳۹-۱۱۹۰ -                |                           |                           | آگنس مایلی ؟-؟ -          | آگنس مایلی ؟-؟ -          | آگنس مایلی ؟-؟ - | آگنس مایلی ؟-؟ - | آگنس مایلی ؟-؟ - | آگنس مایلی ؟-؟ - |  |  |
|               |               |               |               |               |               |  |  |                                   |                                   |                                   |                                   |                                   |                                   |  |  |                                   |                                   |                                   |                                   |                                    |                                    |                                    |                                    |                                    |                                    |                                   |                                   |                                     |                                     |                                     |                                     |                                     |                                     |                    |                    |                                    |                                    |                                    |                                    |                                    |                                    |                  |                  |                               |                               |                               |                               |                                       |                                       |                                       |                                       |                                       |                                       |                           |                           |                           |                           |                  |                  |                  |                  |  |  |
|               |               |               |               |               |               |  |  |                                   |                                   |                                   |                                   |                                   |                                   |  |  |                                   |                                   |                                   |                                   |                                    |                                    |                                    |                                    |                                    |                                    |                                   |                                   |                                     |                                     |                                     |                                     |                                     |                                     |                    |                    |                                    |                                    |                                    |                                    |                                    |                                    |                  |                  |                               |                               |                               |                               |                                       |                                       |                                       |                                       |                                       |                                       |                           |                           |                           |                           |                  |                  |                  |                  |  |  |
| خاندان مایلی  | خاندان مایلی  | خاندان مایلی  | خاندان مایلی  | خاندان مایلی  | خاندان مایلی  |  |  |                                   |                                   |                                   |                                   |                                   |                                   |  |  |                                   |                                   |                                   |                                   | سیبیلا ۱۱۶۰-۱۱۹۰ ح.۱۱۸۶-۱۱۹۰       | سیبیلا ۱۱۶۰-۱۱۹۰ ح.۱۱۸۶-۱۱۹۰       | سیبیلا ۱۱۶۰-۱۱۹۰ ح.۱۱۸۶-۱۱۹۰       | سیبیلا ۱۱۶۰-۱۱۹۰ ح.۱۱۸۶-۱۱۹۰       | سیبیلا ۱۱۶۰-۱۱۹۰ ح.۱۱۸۶-۱۱۹۰       | سیبیلا ۱۱۶۰-۱۱۹۰ ح.۱۱۸۶-۱۱۹۰       |                                   |                                   | بالدوین چهارم ۱۱۶۱-۱۱۸۵ ح.۱۱۷۴-۱۱۸۵ | بالدوین چهارم ۱۱۶۱-۱۱۸۵ ح.۱۱۷۴-۱۱۸۵ | بالدوین چهارم ۱۱۶۱-۱۱۸۵ ح.۱۱۷۴-۱۱۸۵ | بالدوین چهارم ۱۱۶۱-۱۱۸۵ ح.۱۱۷۴-۱۱۸۵ | بالدوین چهارم ۱۱۶۱-۱۱۸۵ ح.۱۱۷۴-۱۱۸۵ | بالدوین چهارم ۱۱۶۱-۱۱۸۵ ح.۱۱۷۴-۱۱۸۵ |                    |                    | ایزابلا ۱۱۷۲-۱۲۰۵ ح.۱۱۹۰/۱۱۹۲-۱۲۰۵ | ایزابلا ۱۱۷۲-۱۲۰۵ ح.۱۱۹۰/۱۱۹۲-۱۲۰۵ | ایزابلا ۱۱۷۲-۱۲۰۵ ح.۱۱۹۰/۱۱۹۲-۱۲۰۵ | ایزابلا ۱۱۷۲-۱۲۰۵ ح.۱۱۹۰/۱۱۹۲-۱۲۰۵ | ایزابلا ۱۱۷۲-۱۲۰۵ ح.۱۱۹۰/۱۱۹۲-۱۲۰۵ | ایزابلا ۱۱۷۲-۱۲۰۵ ح.۱۱۹۰/۱۱۹۲-۱۲۰۵ |                  |                  |                               |                               |                               |                               | بئاتریس ؟-۱۲۴۵ -                      | بئاتریس ؟-۱۲۴۵ -                      | بئاتریس ؟-۱۲۴۵ -                      | بئاتریس ؟-۱۲۴۵ -                      | بئاتریس ؟-۱۲۴۵ -                      | بئاتریس ؟-۱۲۴۵ -                      |                           |                           | آگنس ؟-؟ -                | آگنس ؟-؟ -                | آگنس ؟-؟ -       | آگنس ؟-؟ -       | آگنس ؟-؟ -       | آگنس ؟-؟ -       |  |  |